# Up (R.E.M.의 음반)
| 전문가 평가                       | 전문가 평가                 |
| 평가 점수                         | 평가 점수                   |
| 출처                              | 점수                        |
| --------------------------------- | --------------------------- |
| AllMusic                          | [ 1 ]                       |
| Blender                           | [ 4 ]                       |
| The Encyclopedia of Popular Music | [ 5 ]                       |
| The Guardian                      | [ 6 ]                       |
| Los Angeles Times                 | [ 7 ]                       |
| NME                               | 7/10                        |
| Pitchfork                         | 6.1/10 (1998) 6.9/10 (2023) |
| Q                                 | [ 10 ]                      |
| Rolling Stone                     | [ 11 ]                      |
| Spin                              | 8/10                        |

《Up》은 미국의 록 밴드 R.E.M.의 열한 번째 스튜디오 음반이다. 1998년 10월 26일, 워너 브라더스 레코드를 통해 발매되었다. 이 음반은 1997년 10월에 밴드에서 은퇴한 드러머이자 창립 멤버인 빌 베리가 없는 밴드의 첫 번째 음반이었다. 그의 자리를 대신하여 R.E.M.은 조이 워런커와 배럿 마틴과 같은 세션 드러머를 사용했으며 드럼 머신도 사용했다. 이 음반은 팻 매카시가 프로듀싱했으며, 이로써 R.E.M.의 《Lifes Rich Pageant》 (1986년) 이후 처음으로 스콧 리트가 프로듀싱하지 않은 음반이 되었다.
《Up》의 노래들은 키보드와 드럼 프로그래밍의 광범위한 사용으로 이전 R.E.M. 자료보다 훨씬 더 큰 전자 음악 영향력을 보여준다. 마이클 스타이프가 서정적으로 탐구하기 시작한 아이디어들 중에는 "자동, 무의식" 스타일에 더하여 그가 "종교- 정신 vs 과학-기술-현대-시대"로 묘사한 것도 있었다. 이 음반의 제작은 소란스러웠고, 밴드는 나중에 그 과정에서 헤어질 뻔했음을 인정했다.

## 배경
1995년, R.E.M.은 그들의 아홉 번째 스튜디오 음반 《Monster》 (1994년) 투어를 시작했는데, 이는 《Green》 (1988년) 투어 이후 처음이었다. 이 투어가 비평가들과 상업적으로 성공적이었지만, 이 밴드는 스위스 로잔의 한 쇼에서 베리가 겪은 동맥류를 포함하여 건강 문제로 얼룩졌다. 응급 수술을 받은 후, 비록 이 밴드는 봄 투어의 나머지 부분을 취소해야 했지만, 베리는 완전히 회복했다. 베이시스트 마이크 밀스는 그 해 7월에 장 종양을 제거해야 했고, 8월에는 리드 보컬리스트 마이클 스타이프가 탈장을 겪었다. 다음 해, 밴드는 워너 브라더스 레코드와 약 8천만 달러 상당의 계약을 체결했는데, 이는 그 때까지 수주한 가장 큰 음반 계약으로 여겨졌다. 봄에 밴드는 오랜 매니저인 제퍼슨 홀트와 성희롱 혐의로 헤어졌다. 1996년 9월, 이 밴드는 《Monster》 투어의 사운드 체크 중에 부분적으로 라이브로 녹음된 《New Adventures in Hi-Fi》를 발매했다. 이 음반은 미국에서 2위, 영국에서 1위를 차지하며 비평가들과 상업적으로 성공했다. 하지만, 어떤 싱글도 미국에서 40위 안에 진입하지 못했고 판매량은 이 밴드의 이전 몇 개의 발매보다 낮았다.

## 녹음
R.E.M.은 1997년 2월 아테네의 웨스트 클레이튼 스트리트에서 다음 음반의 리허설을 시작했다. 이 밴드는 당시 약 20개의 백 트랙을 제작했으며, 이 세션 후에 다시 한 번 스콧 리트와 함께 작업하는 것을 고려했다. 하지만 당시 리트는 음반사를 설립하는 과정에 있었고 이전만큼 음반 제작에 관심이 없었다. 이후 3월에 밴드는 하와이에 있는 피터 벅의 홈 스튜디오에서 작업을 계속했으며, 2월에 제작된 백 트랙 주변에 노래를 만들 의도였다. 빌 베리가 떠나기 전에 이러한 세션이 있었지만, 밴드는 이미 드럼 머신을 사용하고 기타가 거의 없는 보다 전자적인 방향으로 이동했으며, 이 시점에서 밴드는 "약 40곡의 테이프"를 붙였다. 그러나 다양한 개인적인 요인으로 인해 베리는 밴드와 함께 작업하는 데 여전히 관심을 유지하기 위해 고군분투했으며, 1997년 10월에 《Up》 작업을 계속하기로 다시 소집했을 때 그는 탈퇴를 선언했다. 밴드가 과거에 멤버가 탈퇴한 후 해체하겠다고 선언했지만, 베리는 나머지 R.E.M.에게 밴드가 해체로 이어질 경우 탈퇴하지 않을 것임을 분명히 했다. 밴드는 계속해서 세션 드러머와 드럼 머신을 사용하는 대신 베리를 교체하지 않기로 결정했다. 그러나 10월과 11월에 존 킨의 스튜디오에서 예약한 세션은 밴드가 방향을 확신할 수 없었고 "드러머 없이는 리허설을 할 수 없었다"며 취소되었다.
베리가 없는 밴드의 첫 세션은 1998년 2월 2일 샌프란시스코의 토스트 스튜디오에서 시작되었다. 리트의 자리에는 프로듀서 팻 매카시가 있었는데, 그는 이전에 R.E.M.과 엔지니어로 함께 작업했으며 U2와 카운팅 크로우스를 포함한 작업도 했었다. 마이클 스타이프에 따르면 〈Airportman〉은 "우리 모두가 쓰고, 녹음하고, 부르고, 하루 만에 혼합"된 첫 곡 중 하나였다. 빠른 시작에도 불구하고 진행은 스타이프의 작가의 폐색에 의해 빠르게 중단되었다.

## 곡 목록
모든 곡들은 특별한 언급이 없는 한 피터 벅, 마이크 밀스 그리고 마이클 스타이프가 작사/작곡하였다.
| #  | 제목                     | 작사·작곡                       | 재생 시간 |
| -- | ------------------------ | ------------------------------- | --------- |
| 1. | 〈Airportman〉           |                                 | 4:12      |
| 2. | 〈Lotus〉                |                                 | 4:30      |
| 3. | 〈Suspicion〉            |                                 | 5:36      |
| 4. | 〈Hope〉                 | 벅, 밀스, 스타이프, 레너드 코언 | 5:02      |
| 5. | 〈At My Most Beautiful〉 |                                 | 3:35      |
| 6. | 〈The Apologist〉        |                                 | 4:30      |
| 7. | 〈Sad Professor〉        |                                 | 4:01      |
| 8. | 〈You're in the Air〉    |                                 | 5:22      |

| #   | 제목               | 재생 시간 |
| --- | ------------------ | --------- |
| 9.  | 〈Walk Unafraid〉  | 4:31      |
| 10. | 〈Why Not Smile〉  | 4:03      |
| 11. | 〈Daysleeper〉     | 3:40      |
| 12. | 〈Diminished〉     | 6:01      |
| 13. | 〈Parakeet〉       | 4:09      |
| 14. | 〈Falls to Climb〉 | 5:06      |

## 인증
| 국가                                                  | 인증     | 판매량/출하량 |
| ----------------------------------------------------- | -------- | ------------- |
| 오스트레일리아 (ARIA)                                 | 골드     | 35,000^       |
| 오스트리아 (IFPI 오스트리아)                          | 골드     | 25,000*       |
| 벨기에 (BEA)                                          | 골드     | 25,000*       |
| 프랑스 (SNEP)                                         | 골드     | 100,000*      |
| 이탈리아                                              | —        | 150,000       |
| 뉴질랜드 (RMNZ)                                       | 골드     | 7,500^        |
| 노르웨이 (IFPI 노르웨이)                              | 플래티넘 | 50,000*       |
| 스페인 (PROMUSICAE)                                   | 골드     | 50,000^       |
| 스웨덴 (GLF)                                          | 골드     | 40,000^       |
| 스위스 (IFPI 스위스)                                  | 골드     | 25,000^       |
| 영국 (BPI)                                            | 플래티넘 | 300,000^      |
| 미국 (RIAA)                                           | 골드     | 664,000       |
| 요약                                                  |          |               |
| 유럽 (IFPI)                                           | 플래티넘 | 1,000,000*    |
| 전 세계 Oct. - Dec. 1998 sales                        | —        | 1,500,000     |
| *판매량을 기반으로 한 인증 ^출하량을 기반으로 한 인증 |          |               |